# Los ojos muertos
Los ojos muertos (título original en alemán, Die toten Augen es una ópera (llamada Bühnendichtung o "poema escénico" por el compositor) con un prólogo y un acto con música de Eugen d'Albert y libreto en alemán de Hanns Heinz Ewers y Marc Henry (Achille Georges d'Ailly-Vaucheret) basada en la propia obra de Henry Les yeux morts (1897). Se estrenó el 5 de marzo de 1916 en el Hofoper de Dresde.

## Historia
Los ojos muertos se estrenó el 5 de marzo de 1916 en la Hofoper en Dresde con dirección de Fritz Reiner.
Esta ópera rara vez se representa en la actualidad; en las estadísticas de Operabase no aparece entre las óperas representadas en el período 2005-2010.

## Personajes
| Personaje                                           | Tesitura     | Reparto del estreno, 5 de marzo de 1916 (Director: Fritz Reiner) |
| --------------------------------------------------- | ------------ | ---------------------------------------------------------------- |
| Arcesius, enviado romano a Jerusalén                | barítono     | Friedrich Plaschke                                               |
| Myrtocle, su esposa ciega                           | soprano      | Helena Forti                                                     |
| Aurelius Galba, un capitán romano                   | tenor        | Curt Taucher                                                     |
| Arsinoe, esclava de Myrtocle                        | mezzosoprano | Grete Merrem-Nikisch                                             |
| Ktesiphar, un doctor egipcio                        | tenor        | Robert Büssel                                                    |
| Jesús                                               | tenor        |                                                                  |
| María Magdalena                                     | contralto    |                                                                  |
| Pastor                                              | tenor        |                                                                  |
| Niño pastor                                         | soprano      |                                                                  |
| Cosechador                                          | barítono     |                                                                  |
| Rebecca, una mujer judía                            | soprano      |                                                                  |
| Ruth, una mujer judía                               | soprano      |                                                                  |
| Esther, una mujer judía                             | soprano      |                                                                  |
| Sarah, una mujer judía                              | soprano      |                                                                  |
| Una mujer enferma                                   | soprano      |                                                                  |
| Esclavos y esclavas de Arcesius, cosechadores, etc. |              |                                                                  |

## Argumento
Ambientado en tiempos bíblicos, Los ojos muertos es un drama trágico que implica a un enviado romano llamado Arcesius, su bella pero ciega esposa Myrtocle y Aurelius Galba, un apuesto capitán romano.

## Grabaciones
- d'Albert: Die Toten Augen - Coro y Orquesta Filarmónica de Dresde. Ralf Weikert (dir.), Dagmar Schellenberger, Norbert Orth, Hartmut Welker y Olaf Bär. Marzo de 1997. Sello discográfico: CPO - B000042OED (CD)